# Akut psykos
Akut psykos, bouffée délirante eller övergående reaktiv psykos är en psykiatrisk diagnos för tillfälliga psykoser som inte integreras till varaktiga förändringar i personligheten.
Akuta psykoser kan utlösas av organiska sjukdomar eller av droger. Akuta infektionspsykoser och alkoholinducerade psykoser uppträder ofta som delirium.  De kan också utlösas av extrem stress, eller i kombination av dessa faktorer, enligt stress–sårbarhetsmodellen. Diagnosen akut psykos brukar som regel endast ges vid fall som utlöses (huvudsakligen) av psykisk stress. Om psykosen är reaktiv kallas den ofta hysterisk psykos.
För att en diagnos som schizofreni ska ställas kräver ICD-10 att tillståndet är någorlunda bestående. Det råder ingen samsyn hur lång tid psykosen måste bestå för att diagnosen schizofreni ska ställas, men de olika uppfattningarna håller sig inom en tidsrymd av några månader. Den akuta psykosen varar istället kortare tid än detta och går över inom någon månad. Det råder heller ingen samsyn huruvida en akut psykos är en schizofreni som botats på tidigt stadium (ju förr behandling sätts in desto bättre är prognosen) eller om det är ett genuint annat tillstånd.
En akut psykos bryter ut plötsligt under ett par dagar och brukar som regel avklinga inom tre veckor. Drogutlösta akuta psykoser har dock ofta en något längre anamnes och består så länge som personen använder droger samt en tid efter avslutandet.
Det finns flera former av akuta psykoser. Psykoserna har ofta flera symtom på psykos (är polymorfa), det vill säga innefattar hallucinationer, vanföreställningar och tankestörningar. Något av dessa symtom kan vara mer uttalat än det andra eller helt dominera sjukdomsbilden. Vid en akut psykos varierar ofta innehållet i symtomen från dag till dag eller timme till timme, och saknar de fixeringar som varaktiga psykoser har. Det finns dock varianter av akuta psykoser där vanföreställningarna är stabila (ICD-10 F23.3). Transtillstånd kan likaså vara ett symtom.